# George Patrick Ziemann
George Patrick Ziemann (* 13. September 1941 in Pasadena, Kalifornien; † 22. Oktober 2009 in St. David, Arizona) war Bischof von Santa Rosa in California.

## Leben
George Patrick Ziemann, drittes von acht Kindern aus einer Juristen- und Theologenfamilie, empfing am 29. April 1967 die Priesterweihe im Erzbistum Los Angeles. Er war als Lehrer, später als Vizerektor des Seminars der Our Lady Queen of Angels High School in San Fernando Valley, tätig.
Papst Johannes Paul II. ernannte ihn am 1986 zum Titularbischof von Obba und zum Weihbischof im Erzbistum Los Angeles. Die Bischofsweihe spendete ihm der Erzbischof von Los Angeles und spätere Kardinal, Roger Michael Mahony, am 23. Februar 1987. Mitkonsekratoren waren die beiden Weihbischöfe John James Ward und Juan Alfredo Arzube.
Am 14. Juli 1992 ernannte ihn Papst Johannes Paul II. zum vierten Bischof des Bistums Santa Rosa in California. 1999 trat er wegen eines Sex- und Finanzskandals vom Amt zurück.
Er starb an den Folgen von Bauchspeicheldrüsenkrebs im Benediktinerkloster Holy Trinity Monastery  in St. David, Arizona, in dem er seit 2000 lebte.